# Gagea fistulosa
La gagea fistulosa (Gagea liotardii) és una espècie de la família de les liliàcies que podem trobar a les muntanyes del centre i Sud d'Europa. També apareix en serralades del Nord d'Àfrica(Marroc) i d'Àsia. A Catalunya, aquesta espècie només viu als Pirineus, en pastures alpines i subalpines, sobretot en llocs ruderals, rics en nitrogen, on hi ha molt bestiar.

## Descripció
Als Països Catalans hi ha una desena d'espècies del gènere Gagea, bastant similars entre elles: amb flors estelades amb 6 tèpals de color groguenc (de vegades verdoses pel costat de fora), que surten d'uns bulbs subterranis i tenen fulles primes, més aviat linears. La gran majoria d'elles viuen en erms, vores de camins i prats més o menys pasturats. La gagea fistulosa es diferencia de les altres per les fulles basals (les que surten directament dels bulbs) que són gairebé cilíndriques i buides per dins (fistuloses). És una planta bulbosa que creix fins prop d'un pam d'alçada.
El gènere Gagea el va crear R.A. Salisbury, el 1806 en reconeixement de Sir Thomas Gage (1781-1820) un noble anglès aficionat a la botànica.

## Sinònims
A les flores de referència de casa nostra surt citada amb els noms següents: 
- Gagea fistulosa
- Gagea fragifera